# Supercoppa BNXT 2023
La Supercoppa BNXT 2023 è la 3ª Supercoppa della BNXT League, organizzata dalla BNXT League.

## Squadre
Si è disputata il 9 settembre 2023 presso la Vijf Meihal di Leida tra il Basket Club Oostende e il Zorg en Zekerheid Leiden rispettivamente vincitori dei playoff nazionali della BNXT League 2022-2023.

## Tabellone
|  | Finale  |         |    |  |
|  |         |         |    |  |
|  | Leida   | Leida   | 59 |  |
|  | Ostenda | Ostenda | 89 |  |

## Finale
| Arbitri: | L. Tijmen W. Martin S. Zbibowska |

| |            | |
| Van Bree 11 | Punti      | 21 Gillet |
| Ververs 5 | Assist     | 7 Van Rossom |
| Kruithof, Schaftenaar, Sicking 4 | Rimbalzi   | 10 Gillet |
| 3 Jones• 5 Ververs• 13 Van Bree• 17 Kruithof• 45 Gross 2 Bouwknecht• 8 Van Der Schalie• 9 Van Den Elzen• 10 Schaftenaar• 11 Bos• 12 Sicking | Formazioni | 4 Buysse• 9 Van Rossom• 13 Tass• 23 Jefferson• 30 Gillet 8 Mennes• 14 Buysschaert• 17 Pintelon• 18 Verstraete• 36 Efono |
| Doug Spradley | Allenatori | Dario Gjergja |